# ATP citrat sintaza
ATP citrat sintaza (EC 2.3.3.8, ATP-limunska lijaza, ATP:citrat oksaloacetat-lijaza ((pro-S)-CH2COO--acetil-KoA) (ATP-defosforilacija), acetil-KoA:oksaloacetat acetiltransferaza (izomerizacija, ADP-fosforilacija), adenozin trifosfat citrat lijaza, enzim odvajanja citrata, citrat-ATP lijaza, ATP citrat (pro-S)-lijaza) je enzim sa sistematskim imenom acetil-KoA:oksaloacetat C-acetiltransferaza (formira (pro-S)-karboksimetil, ADP-fosforilacija). Ovaj enzim katalizuje sledeću hemijsku reakciju
ADP + fosfat + acetil-KoA + oksaloacetat {\displaystyle \rightleftharpoons } ATP + citrat + KoA
Ovaj enzim se može disocirati u komponente, dve od kojih su identične sa EC 4.1.3.34 (citril-KoA lijazom) i EC 6.2.1.18 (citrat-KoA ligazom).

## Literatura
- Nicholas C. Price; Lewis Stevens (1999). Fundamentals of Enzymology: The Cell and Molecular Biology of Catalytic Proteins (Third изд.). USA: Oxford University Press. ISBN 019850229X.
- Eric J. Toone (2006). Advances in Enzymology and Related Areas of Molecular Biology, Protein Evolution (Volume 75 изд.). Wiley-Interscience. ISBN 0471205036.
- Branden C; Tooze J. Introduction to Protein Structure. New York, NY: Garland Publishing. ISBN 0-8153-2305-0.
- Irwin H. Segel. Enzyme Kinetics: Behavior and Analysis of Rapid Equilibrium and Steady-State Enzyme Systems (Book 44 изд.). Wiley Classics Library. ISBN 0471303097.

## Spoljašnje veze
- ATP+citrate+synthase на 